# Jaderná elektrárna Inowrocław
Jaderná elektrárna Inowrocław (polsky Elektrownia Jądrowa Inowrocław) je plánovaná jaderná elektrárna v Polsku. Nacházet by se měla v městské části Mątwy v Inowrocławi. Závod plánovaný jako průmyslová jaderná elektrárna bude poskytovat páru a elektřinu pro výrobu uhličitanu sodného pro společnost CIECH Soda Polska. V dlouhodobém horizontu je záměrem nahradit tamní stávající uhelnou elektrárnu.

## Historie a technické informace

### Počátky
Plánování výstavby jaderné elektrárny v areálu společnosti začalo v roce 2021. Dne 8. září 2021 podepsaly společnosti CIECH Soda Polska a Synthos Green Energy memorandum o porozumění za účelem analýzy výstavby malého modulárního reaktoru v lokalitě společnosti v Inowrocławi. Pozadím byla strategie společnosti oznámená v květnu 2021 s cílem ukončit používání uhlí do roku 2033 a převést výrobu na klimaticky neutrální do roku 2040. Kogenerační zařízení v areálu na výrobu uhličitanu sodného dříve využívalo uhlí. Využití plynových elektráren bylo rovněž zvažováno jako možná alternativa k využívání jaderné energie. Vzhledem k tomu, že Synthos Green Energy je výhradním marketingovým partnerem GE-Hitachi, je volba reaktoru BWRX-300 od této společnosti jistá.
Sebastian Kulczyk, majitel společnosti, v rozhovoru z roku 2021 aktivně obhajoval používání BWRX-300 pro výrobu uhličitanu sodného. Mirosław Skowron, člen představenstva společnosti, v rozhovoru z října 2021 vysvětlil, že rozhodnutí o jaderné elektrárně v Inowrocławi musí být nejprve přijato. Řešení bylo označeno za nejlepší alternativu k uhlí.

## Informace o reaktorech
| Reaktor      | Typ reaktoru | Výkon | Výkon  | Zahájení výstavby | Připojení k síti | Uvedení do provozu | Uzavření |
| Reaktor      | Typ reaktoru | Čistý | Hrubý  | Zahájení výstavby | Připojení k síti | Uvedení do provozu | Uzavření |
| ------------ | ------------ | ----- | ------ | ----------------- | ---------------- | ------------------ | -------- |
| Inowrocław-1 | BWRX-300     |       | 300 MW |                   |                  |                    |          |